# Taça América 1992 (calcio a 5)
Il primo CONMEBOL South American Futsal Championship, denominato anche CONMEBOL Qualifying Tournament per i mondiali di Hong Kong, disputato nel 1992 ad Aracaju in Brasile dal 7 giugno al 14 giugno, viene considerata la prima edizione della Coppa America per formazioni nazionali di calcio a 5, nonché la dodicesima edizione del Campionato Sudamericano per formazioni nazionali di calcio a 5. Fu il primo torneo continentale sudamericano gestito dagli organi collegati alla FIFA, non ha assunto ufficialmente la denominazione di Copa America presa solo a partire dall'edizione 1996, ma a tutti gli effetti viene considerato il primo campionato continentale della CONMEBOL per il futsal.
Le quattro nazionali iscritte al torneo (Brasile, Argentina, Paraguay e Ecuador) disputarono un girone per designare la miglior squadra del Sudamerica e le tre formazioni qualificate al FIFA Futsal World Championship 1992. Il trofeo venne vinto dal Brasile, vincitore di tutti e tre i match in programma.

## Girone
|           | Risult. |           | Città e data |
| --------- | ------- | --------- | ------------ |
| Paraguay  | 4 - 4   | Ecuador   | Aracaju      |
| Brasile   | 4 - 0   | Argentina | Aracaju      |
| Paraguay  | 1 - 1   | Argentina | Aracaju      |
| Brasile   | 6 - 2   | Ecuador   | Aracaju      |
| Argentina | 5 - 1   | Ecuador   | Aracaju      |
| Brasile   | 2 - 1   | Paraguay  | Aracaju      |

| Classifica finale | Pt | G | V | N | P | GF | GS | DR |
| ----------------- | -- | - | - | - | - | -- | -- | -- |
| Brasile           | 9  | 3 | 3 | 0 | 0 | 12 | 3  | +9 |
| Argentina         | 4  | 3 | 1 | 1 | 1 | 6  | 3  | +3 |
| Paraguay          | 2  | 3 | 0 | 2 | 1 | 6  | 7  | -1 |
| Ecuador           | 1  | 3 | 0 | 1 | 2 | 7  | 12 | -5 |

| Qualificate al mondiale | Brasile | Argentina | Paraguay |
| ----------------------- | ------- | --------- | -------- |